# Segmento F

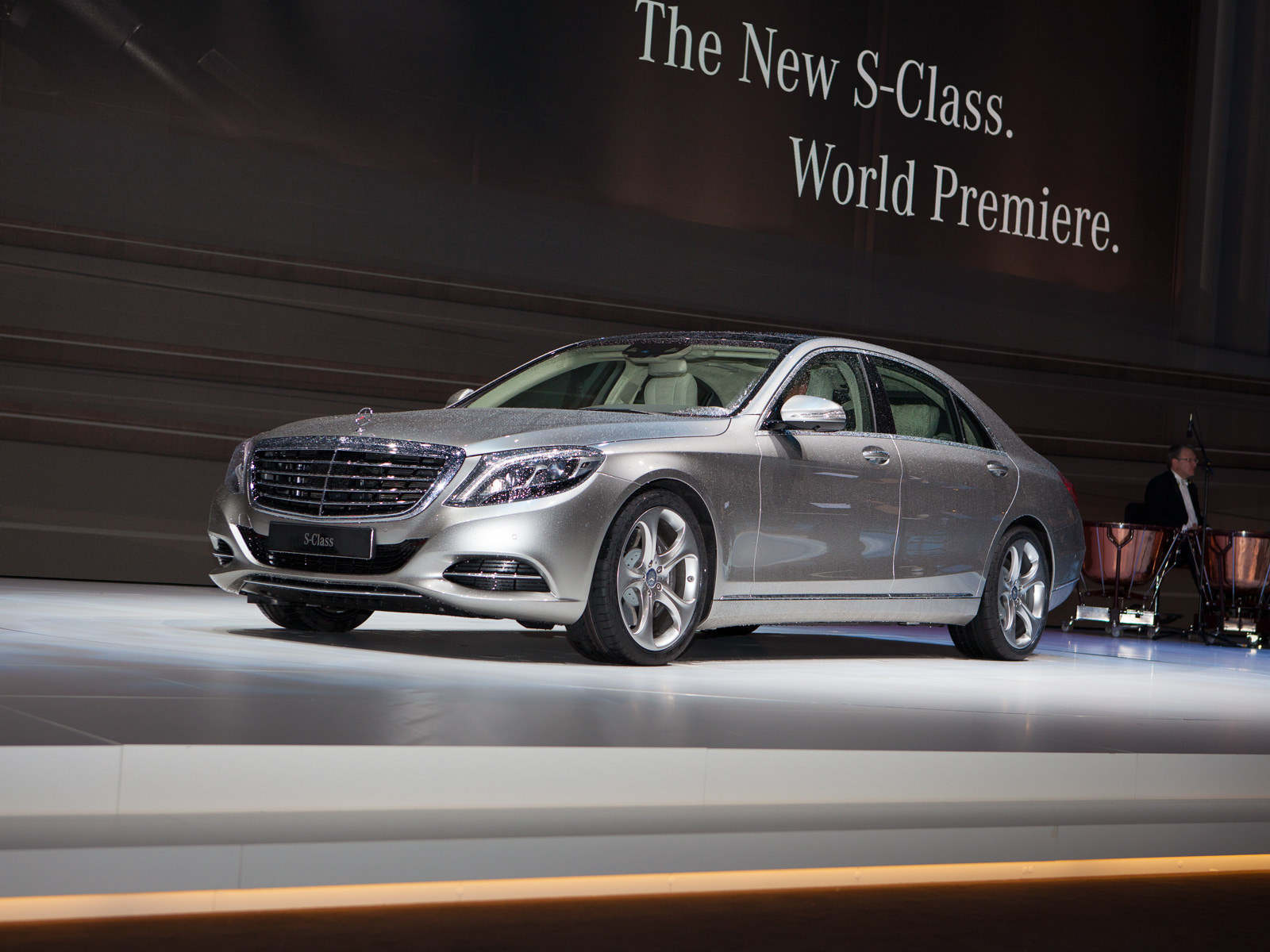
Mercedes-Benz Clase S, un automóvil de lujo del segmento F.

El segmento F es un segmento de automóviles que se ubica entre los segmentos E y S. Estos vehículos miden por lo menos 5 metros y típicamente son más potentes, lujosos y caros que los de segmentos anteriores.
Un automóvil de turismo del segmento F casi siempre tiene carrocería sedán. Algunas formas alternativas de nombrarlos son «berlina de lujo», «automóvil suntuoso», «automóvil de representación» y «automóvil deportivo». También, por lo general, los turismos están diseñados pensando en el confort de los pasajeros más que en el del conductor.
Algunas berlinas disponibles en el mercado actual son los Audi A8, el Aston Martin Rapide, los Bentley Flying Spur y Mulsanne, BMW Serie 7, los Cadillac CT6 y XTS, Maserati Quattroporte, Jaguar XJ, Lexus LS, Lincoln Continental, Mercedes-Benz Clase S (todas sus variantes), Porsche Panamera, y los Rolls-Royce Phantom y Ghost.
Un automóvil todoterreno equivalente en tamaño a un turismo del segmento F se suele denominar "todoterreno grande"; por lo general, tienen tres filas de asientos y un maletero más grande que los todoterrenos más pequeños, como los Audi Q7, Aston Martin DBX, BMW X7, Bentley Bentayga, Cadillac Escalade, Lamborghini Urus, Mercedes-Benz Clase GLS, Lexus LX, Lincoln Navigator, Porsche Cayenne, Range Rover, o Rolls Royce Cullinan.